# 앙드레 그레고리
앙드레 그레고리(프랑스어: Andre Gregory, 영어: 안드레이 그레고리, 1934년 5월 11일 ~ )는 프랑스 태생의 미국 배우, 영화 감독, 작가, 무대 연출가, 음악가, 가수, 각본가이다.
파리에서 태어났다.

## 영화
- 마이어로위츠 스토리스 (2017년)
- 마스터 빌더 (2014년)
- 파 프롬 아프가니스탄: 나의 마음은 피에 젖어 있도다 (2012년)
- 굿바이 러버 (1999년) - 핀레이슨 목사 역
- 셀러브리티 (1998년)
- 라스트 썸머 인 더 햄튼 (1995년) - 이반 역
- 42번가의 반야 (1994년)
- 쉐도우 (1994년) - 버뱅크 역
- 데몰리션 맨 (1993년) - 나이 든 윌리엄 스미더스 소장 역
- 루시는 마술사 (1991년)
- 허영의 불꽃 (1990년)
- 젊은 연인들 (1988년)
- 그리스도 최후의 유혹 (1988년)
- 스트리트 스마트 (1987년)
- 모스키토 코스트 (1986년) - 스펠굿 역
- 올웨이스 (1985년)
- 프로토콜 (1984년)
- 앙드레와의 저녁식사 (1981년)